# Sneagovo, Burgas
Sneagovo (în bulgară Снягово) este un sat în comuna Ruen, regiunea Burgas,  Bulgaria. 

## Demografie
Componența etnică a satului Sneagovo
     Turci (87,34%)
     Bulgari (1,53%)
     Nicio identificare (11,12%)
     Altele (0%)
La recensământul din 2011, populația satului Sneagovo era de 1.106 locuitori. Din punct de vedere etnic, majoritatea locuitorilor (87,34%) erau turci, cu o minoritate de bulgari (1,53%). Pentru 11,12% din locuitori nu este cunoscută apartenența etnică.